# Estação Ferroviária de Cuba
A Estação Ferroviária de Cuba é uma interface da Linha do Alentejo, que serve a localidade de Cuba, no Distrito de Beja, em Portugal.

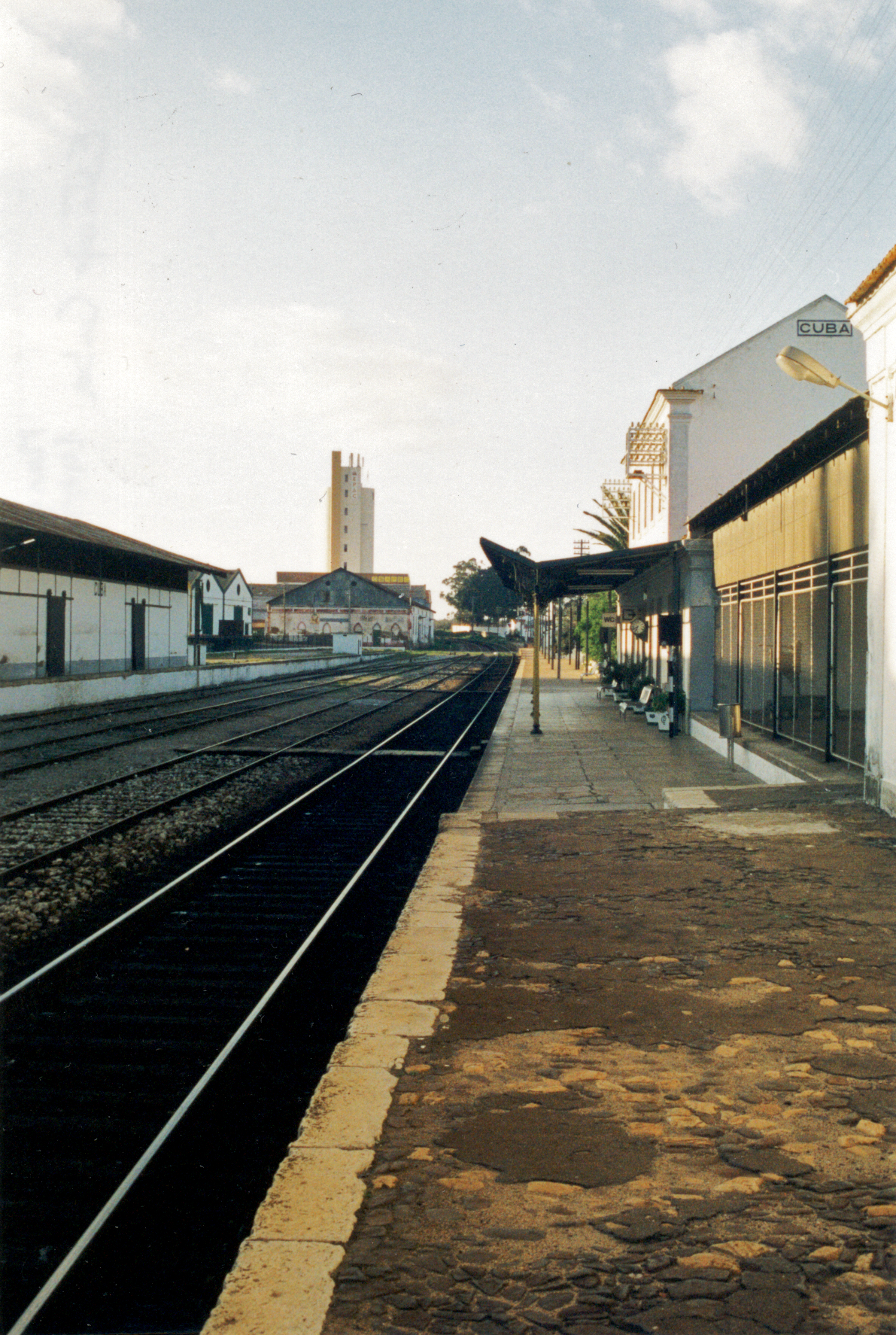
Vista da estação de Cuba, em 1999.

## Descrição

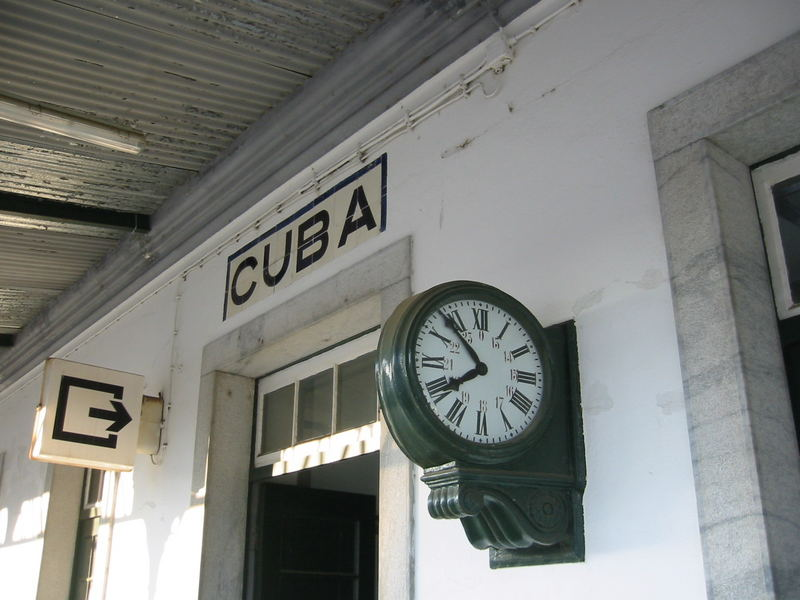
Detalhe da estação de Cuba, em 2006.

### Localização e acessos
Esta interface tem acesso pelo Largo da Estação Ferroviária, em Cuba; este situa-se na periferia da malha urbana, a sudoeste do centro da localidade (Tribunal da Comarca), dele distante menos de meio quilómetro via Rua de Serpa Pinto.

### Infraestrutura
Esta interface apresenta duas vias de circulação, identificadas como I e II, ambas com 558 m de extensão e acessíveis por plataformas com 331 e 37 m de comprimento e com 50 e 60 cm de altura, respetivamente; existem ainda seis vias secundárias, identificadas de VI a XI, com comprimentos entre 121 a 391 m. O edifício de passageiros situa-se do lado nascente da via (lado esquerdo do sentido ascendente, para Funcheira).

### Serviços
Em dados de 2022, esta interface é servida por comboios de passageiros da C.P. — regionais e inter-cidades.

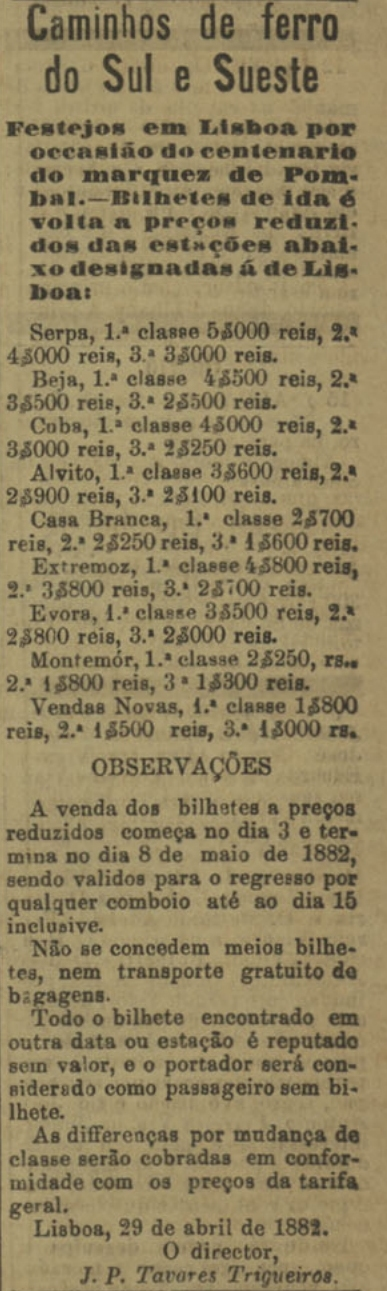
Aviso de 1882, onde se faz menção à estação de Cuba.

## História

### Inauguração
Esta gare situa-se no lanço da Linha do Alentejo entre Vendas Novas e Beja, que abriu em 15 de Fevereiro de 1864.

### Século XX
Em 1913, existia um serviço de diligências desde esta estação até Vila de Frades, Vidigueira e Portel.
Em 1927, os Caminhos de Ferro do Estado foram integrados na Companhia dos Caminhos de Ferro Portugueses, que começou a explorar as antigas linhas do governo, incluindo as do Alentejo, em 11 de Maio desse ano.
Em 1933, a Companhia dos Caminhos de Ferro Portugueses executou grandes obras de reparação e melhoramentos no edifício de passageiros, e nesse ano a Comissão Administrativa do Fundo Especial de Caminhos de Ferro aprovou a realização de obras de calcetamento, no caminho de acesso ao cais desta estação. As obras no edifício de passageiros foram feitas no âmbito de um programa da Companhia dos Caminhos de Ferro Portugueses para o desenvolvimento das antigas vias férreas do estado.

### Século XXI
No virar do século, foi construída uma segunda plataforma, de curta extensão, na via de resguardo.
Em 10 de Maio de 2010, o tráfego neste troço da Linha do Alentejo foi interrompido, para se proceder a obras de modernização. A circulação foi normalizada em 23 de Julho de 2011.

Em Janeiro de 2011, contava com duas vias de circulação, ambas com 568 m de comprimento; uma das plataformas estava dividida em duas partes, uma com 185 m de extensão e 50 cm de altura, e outra com 33 m de extensão e 75 cm de altura, enquanto que a segunda plataforma tinha uma extensão de 26 m e uma altura de 55 cm — valores mais tarde alterados para os atuais.

## Leitura recomendada
- MATEUS, Rui; BARROS, Maria de Fátima Rombouts de (2008). Cuba: história e histórias. Cuba e Beja: Câmara Municipal de Cuba e Região de Turismo da Planície Dourada. 79 páginas. ISBN 978-989-95488-0-0